# Nobelhorst
Nobelhorst is een kleine wijk in de Nederlandse stad en gemeente Almere en gelegen in het stadsdeel Almere Hout. De wijk ligt ten zuiden van de A6, ten oosten van de Hoge Vaart, ten westen van de Kievitsweg en ten noorden van het "Kievitsbos" en de golfclub Almeerderhout. De bouw begon in 2013 en moet rond 2022 zijn voltooid. Op 1 januari 2023 telde de wijk 3.730 inwoners, verdeeld over 1.198 woningen, op een oppervlakte van 2,68 km².
De wijk, aanvankelijk aangeduid als "Almere Hout Noord", is vernoemd naar Alfred Nobel, de uitvinder van het dynamiet, nadat eerder de door de naamgevingscommissie voorgestelde naam 'Sprookjeshorst' door de gemeente was afgewezen.
De wijk is dorps van opzet en wordt door Almere ook wel 'het dorp Nobelhorst' genoemd. Het dorp is opgedeeld in een drietal buurtschappen, is kleinschalig van opzet en heeft zowel koop- als huurwoningen en kent ook bedrijvigheid. Bij de koopwoningen bestaat veel ruimte voor eigen initiatief met zelfbouwkavels waarbij wonen en werken kunnen worden gecombineerd. De "Melkfabriek" is een van de eerste markante gebouwen die werden opgeleverd in 2013. Alle bewoners dienen lid te worden van de betreffende buurtschap en bij te dragen aan gemeenschappelijke voorzieningen die dan ook voor eigen gebruik mogen worden ingezet.
Keolis Nederland buslijn M8 verbindt de wijk met de rest van Almere, waar aansluiting bestaat op het overig openbaar vervoer van Almere. Buurtbus 28 verbindt Nobelhorst met de wijken Oosterwold en Vogelbuurt.